# 查利比特斯普林斯 (喬治亞州)
查利斯比特斯普林斯（英語：Chalybeate Springs）是位於美國喬治亞州梅里韋瑟縣的一個非建制地區。該地的面積和人口皆未知。

## 地理
查利斯比特斯普林斯的座標為32°51′24″N 84°34′49″W / 32.85667°N 84.58028°W，而該地的平均海拔高度為245米（即804英尺）。